# Sophie Victorine Fornel
Sophie Victorine Fornel, née Perrault le 5 mars 1842 à Rully en Saône-et-Loire et morte le 22 avril 1929 à Bourbon-Lancy, est une romancière jeunesse française aussi connue sous le pseudonyme de Paul ou Pierre Perrault,.

## Biographie
Sophie Victorine Fornel naît Perrault le 5 mars 1842 à Rully en Saône-et-Loire d'Elisabeth Dury (1815-1903) et Pierre Perrault (1809-1894). Elle est issue d'une famille de négociants en vins et est la troisième d'une fratrie de six enfants : Jean-Baptiste-Ernest (1836-1871), Isidore-Gustave (1839-1840), Marie-Emilie (1848-1929), François-Gustave (1851-1851) et Marie-Ernestine (1857-1947).
Le 9 décembre 1860, elle se marie avec Eugène-Alexandre Fornel (1831-1913), précepteur des contributions directes à Rully. Elle a quatre enfants de son époux officier de la Légion d'honneur. Catholique, elle écrit de la littérature jeunesse sous le pseudonyme de Pierre Perrault de 1885 jusqu'à sa mort, pour plusieurs éditeurs parisiens.
Elle décède le 22 avril 1929 à Bourbon-Lancy en Saône-et-Loire à l'âge de 87 ans.

## Œuvres
- Pierre Perrault, Les Lunettes de grand’maman, Paris, J. Hetzel et Cie, 1885    (Wikisource) ; Paris : Hachette, [1928] ; illustrations de A. Pécoud, librairie Hachette [1934]
- Pierre Perrault, Pas-Pressé, Paris : J. Hetzel, 1887
- Paul Perrault, Etonnantes aventures d'un moine et de quatre lions, 1888 ; Paris : C. Delagrave, 2e édition [1890]
- Pierre Perrault, Les exploits de Mario, Paris : Hetzel, 1891 ; Illustrations de Jean Geoffroy, Paris : Hachette [1925] ; Illustrations de Henri Faivre, Paris : Hachette [1956]
- Pierre Perrault, La Rose-thé, Paris : G. Charpentier et E. Fasquelle, 1894
- Pierre Perrault, Les Expédients de Farandole, illustrations de Henri Pille, Paris : A. Colin, 1895 ; Paris : A. Colin,  [1910]
- Pierre Perrault, Ma soeur Thérèse, Paris : Hetzel, 1896 ; Paris : Hetzel, [1898] ; Illustrations de Jean Geoffroy Vues et Laurent Gsell, Paris : J. Hetzel, [1900] ; Paris : Gautier et Langereau, [1926]
- Pierre Perrault, L'Apprentie du capitaine, Paris : A. Colin, 1898
- Pierre Perrault, Le Pupille de mon ami, Paris : A. Colin, 1900
- Pierre Perrault, L'héritage de Jean, Illustrations de Georges Roux, Paris : Hetzel, 1900
- Pierre Perrault, Pour l'honneur, Illustrations de  Paul Destez, Le Magasin d'éducation et de récréation, Paris : Hetzel, 1901
- Pierre Perrault, Miguy, Paris : H. Gautier, 1902 ; Paris : Gautier et Languereau, [1923]
- Pierre Perrault, L'Aventure de Paulette, Illustrations de A. Besnou, Nouvelle édition, Paris : J. Hetzel, 1903
- Pierre Perrault, Fille unique. Illustrations de George Roux, Paris : Hetzel, 1903 ; Paris : Gautier et Langereau, [1926]
- Pierre Perrault, Trésor de guerre. Illustration de Marcel Lecoultre, Paris : A. Colin, 1904
- Pierre Perrault, L'amour d'Hervé, Le mari de Lisa, Paris : E. Flammarion, 1904
- Pierre Perrault, L'Obstacle, Paris : H. Gautier, 1905
- Pierre Perrault, Fière devise, Paris : Hetzel, 1907 ; Paris : Gautier-Langereau, [1929]
- Pierre Perrault, Autour d'un secret. Illustration de George Roux, Le Magasin d'éducation et de récréation, Paris : Hetzel, 1908 [1924]
- Pierre Perrault, En droite ligne, Paris : Hetzel, 1910
- Pierre Perrault, Mon oncle Range-Tout, Illustrations de José Roy, Paris : A. Colin, 1910
- Pierre Perrault, Les Quatre sous de Frédy. Le Secret du lac bleu, Illustrations de Georges Roux, Paris : J. Hetzel, 1912
- Pierre Perrault, La Légende de l'émir, Paris : A. Colin, 1913
- Pierre Perrault, Miette et son oncle, Paris : H. Gautier, 1917
- Pierre Perrault, Comme une épave, Paris : ed. du "Petit Echo de la Mode", 1919
- Pierre Perrault, Brouillone et Mie de pain sa servante, Illustrations de Raymond de La Nézière, Paris : Gautier et Langereau, 1920
- Pierre Perrault, La lettre de Clary, [suivi de] La maison de la Dame de Trèfle ; [suivi de] Un réveillon du paradis, Paris : Gautier et Languereau, 1922
- Pierre Perrault, Bonheur en péril, Paris : Gautier et Langereau, 1923
- Pierre Perrault, Le Grelot d'argent, Paris : Gautier-Languereau, 1928
- Pierre Perrault, Coeur d'enfant, Paris : Gautier-Langereau, 1928
- Pierre Perrault, Le Péché du chevalier, Paris : Gautier-Langereau, 1929
- Pierre Perrault, Petite José, Paris : Gautier-Languereau, 1929
- Pierre Perrault, L'Histoire du jour, Paris : Gautier-Langereau, [1931] (posthume)
- Pierre Perrault, L'étoile de Simplette, Illustrations de Guydo, Paris : éditions Gautier-Languereau, [1933] (posthume)
- Pierre Perrault, La Petite fée de Pierreclose, Paris : Gautier-Langereau, 6e édition, [1948]